# Rina Mor-Goder

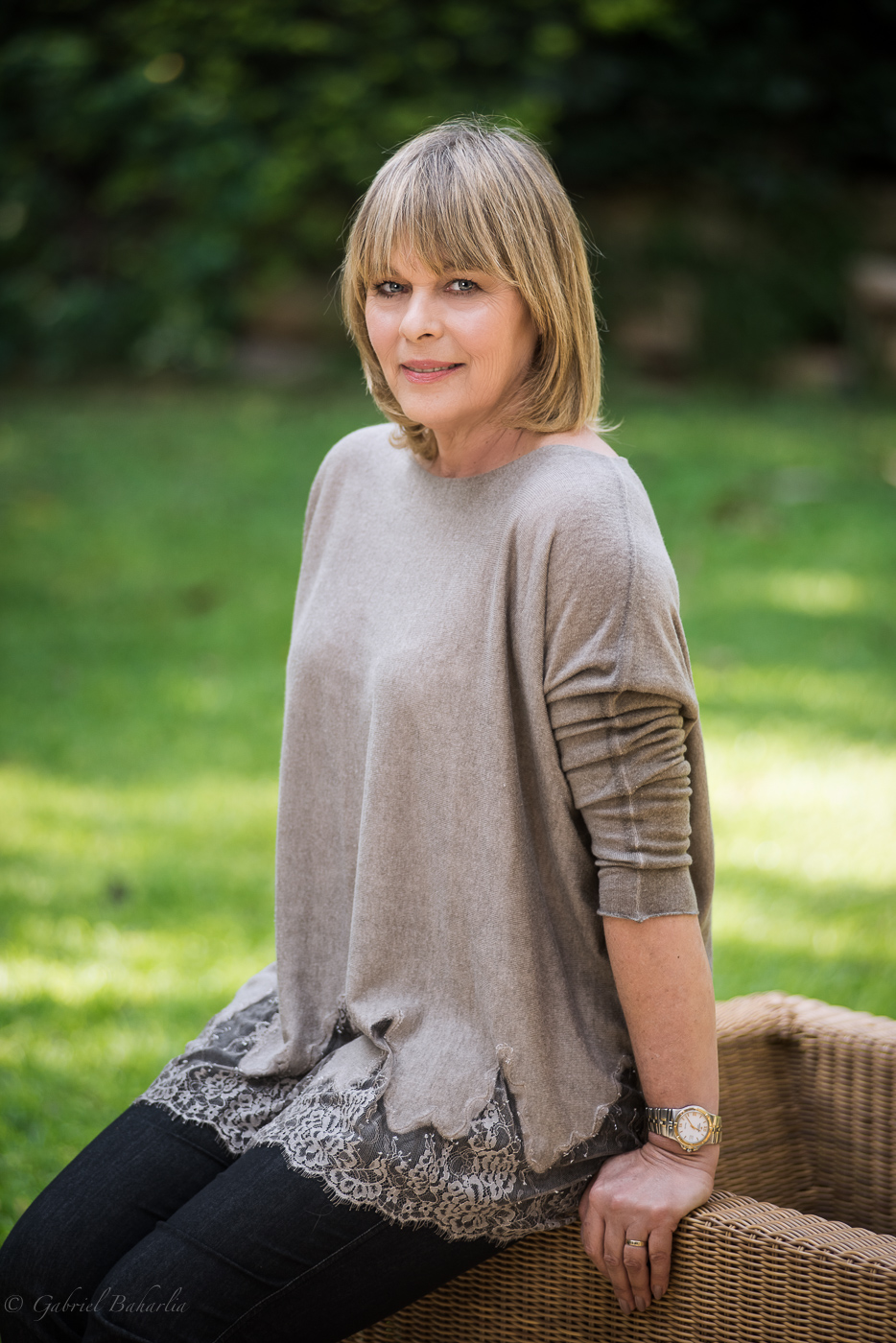
Rina Mor-Goder, 2015

Rina Mor-Goder (hebräisch רינה מור-גודר; * 16. Februar 1956 in Kirjat Tiw’on als Rina Messinger) ist eine ehemalige israelische Schönheitskönigin.

## Leben
Mor-Goder war die erste israelische Gewinnerin des Titels Miss Universe (gewählt am 11. Juli 1976 in Hongkong). Kurz zuvor war sie zur Miss Israel (Malkat HaJoffi) gewählt worden.
Anlässlich ihrer Wahl, drei Jahre nach dem Jom-Kippur-Krieg, äußerte sie: „I’m no politician. I think my being Miss Universe will show people that Israel has another side, not only war“ („Ich bin keine Politikerin. Ich denke, dass meine Wahl den Leuten zeigen wird, dass es auch eine andere Seite Israels gibt, nicht nur den Krieg“). Ihr Wunsch, auch arabische Länder zu bereisen, ging nicht in Erfüllung, da sie dort als unerwünschte Person galt – insbesondere wegen ihrer Werbeaktivitäten für die Jewish Agency.
Später studierte sie Jura und wurde Rechtsanwältin in Tel-Aviv.